# Klášter Hradisko
Klášter Hradisko je bývalý premonstrátský klášter v Olomouci. V literatuře se vyskytuje i pod názvem Klášterní Hradisko nebo Hradiště. V současnosti je areál využíván jako vojenská nemocnice.
Od roku 1995 je klášter Hradisko podle nařízení vlády zařazen mezi národní kulturní památky.

## Historie

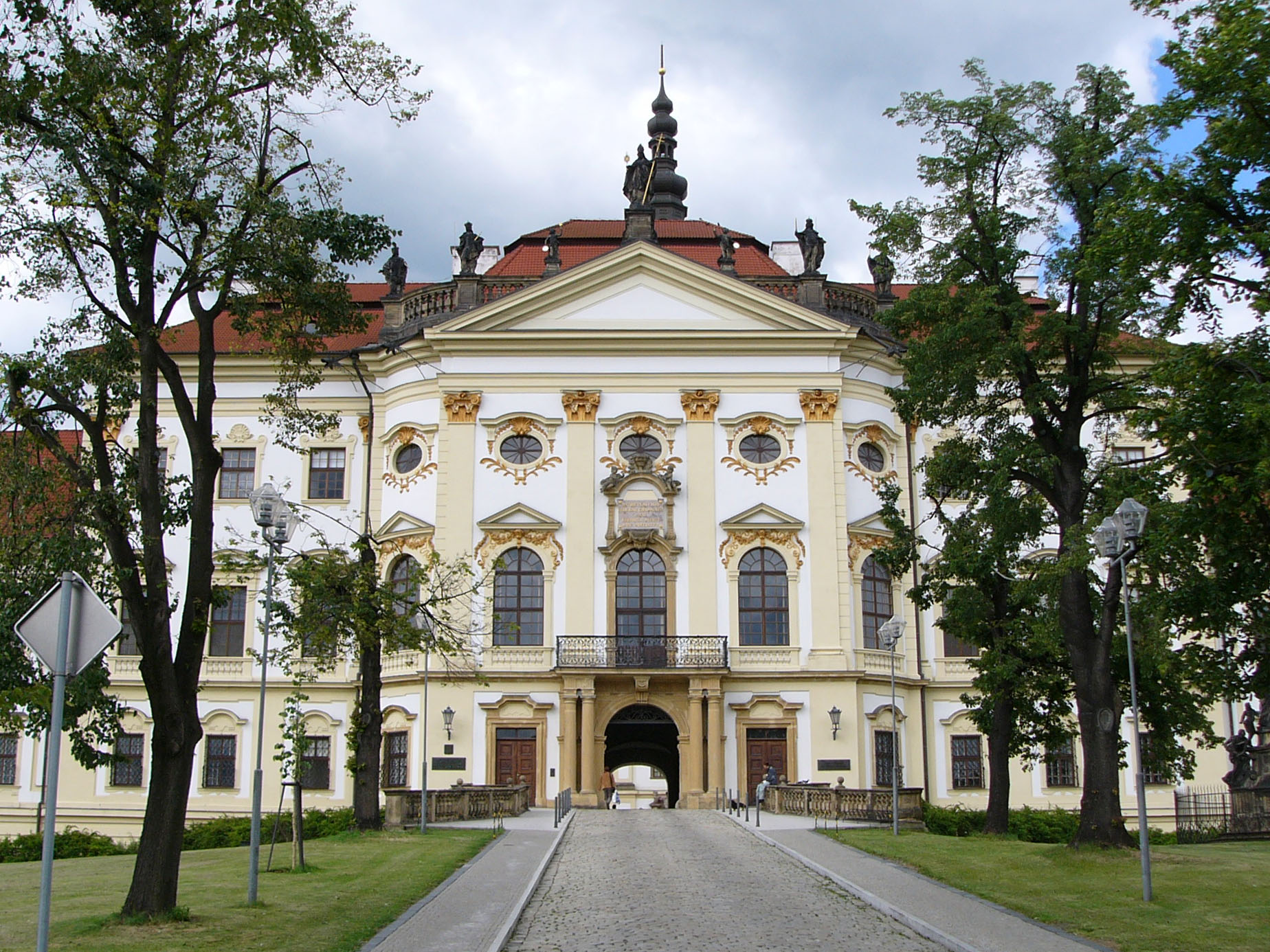
Klášter Hradisko – vstupní brána

Severně od olomouckého hradu, na protějším levém břehu řeky Moravy, leží nízký skalnatý pahorek pojmenovaný Hradisko. Podle jedné z olomouckých pověstí zde v roce 1030 vybudoval hrad český kníže Břetislav poté, co unesl Jitku ze svinibrodského kláštera. O rané kolonizaci kopce svědčí i archeologické nálezy opuštěných hradišť v okolí kláštera. Kolem kláštera jsou také dodnes patrné zbytku valů. V roce 1077 dorazila na Hradisko na pozvání olomouckého údělníka Oty I. Olomouckého a jeho manželky Eufémie benediktinská kolonie, aby zde vybudovala klášter „na počest Spasitele a svatého prvomučedníka Štěpána“. Už po několika měsících vysvětil 3. února 1078 olomoucký biskup Jan na místě klášterní oratoř. Stalo se tak za přítomnosti obou fundátorů, ale i českého knížete pozdějšího prvního českého krále Vratislava II., břevnovského opata Meinharda a sázavského opata. Prvním opatem nového kláštera se stal mnich Jan. Podle barokní tradice přišel Jan i se svými spolubratry z břevnovského kláštera. První řeholníci mohli ale pocházet i z Uher. V den vysvěcení kláštera nechal Ota vystavit zakládací listinu, ve které potvrdil obdarování kláštera. O dva dny později byla sepsána listina knížete Vratislava II., který donaci svého mladšího bratra potvrdil a rozšířil majetek kláštera o ves Uhersko v Čechách a troje popluží s oráči a deset koní. Jedná se o první dvě donační privilegia v českých dějinách a spolu s listinou pro staroboleslavský kostel jsou považovány za nejstarší listiny vydané v Česku.
Výrazným mezníkem se v dějinách hradišťského kláštera stala druhá polovina čtyřicátých let 12. století, kdy byli benediktini z Olomouce vyhnáni (uchýlili se do opatovického kláštera) a na jejich místo uveden řád premonstrátů. Tato změna snad souvisela s vizitací legáta Guida v roce 1143 a šířeji s tehdejším trendem, kdy se premonstráti stali oporou církevní reformy a papežství, a proto jejich nástup v českých zemích provázela nevraživost vůči benediktinům. Též je uváděno, že premonstráti jsou zde až od roku 1150. Při jejich působení se klášter stal významnou institucí na Moravě.
Během mongolského vpádu v roce 1241 klášter podle tradice vyhořel a pravděpodobně byl poškozen i v roce 1253 během uherského vpádu krále Bély IV. Poté ale následovala rychlá obnova, takže už v roce 1257 za opata Roberta byl vysvěcen kostel se šesti kaplemi. K dalšímu vpádu došlo roku 1429, kdy klášter napadli husité. V červnu 1432 se vrátili (táborská vojska) a klášter kromě kostela sv. Štěpána vypálili. Následovalo rozboření olomouckými měšťany. Až později došlo k obnově kláštera, a to i s přispěním krále Jiřího z Poděbrad. Další pohromou bylo obsazení Olomouce švédskými vojsky 1642 a rozboření kláštera. Nejcennější knihy byly odvezeny do Švédska jako válečná kořist.

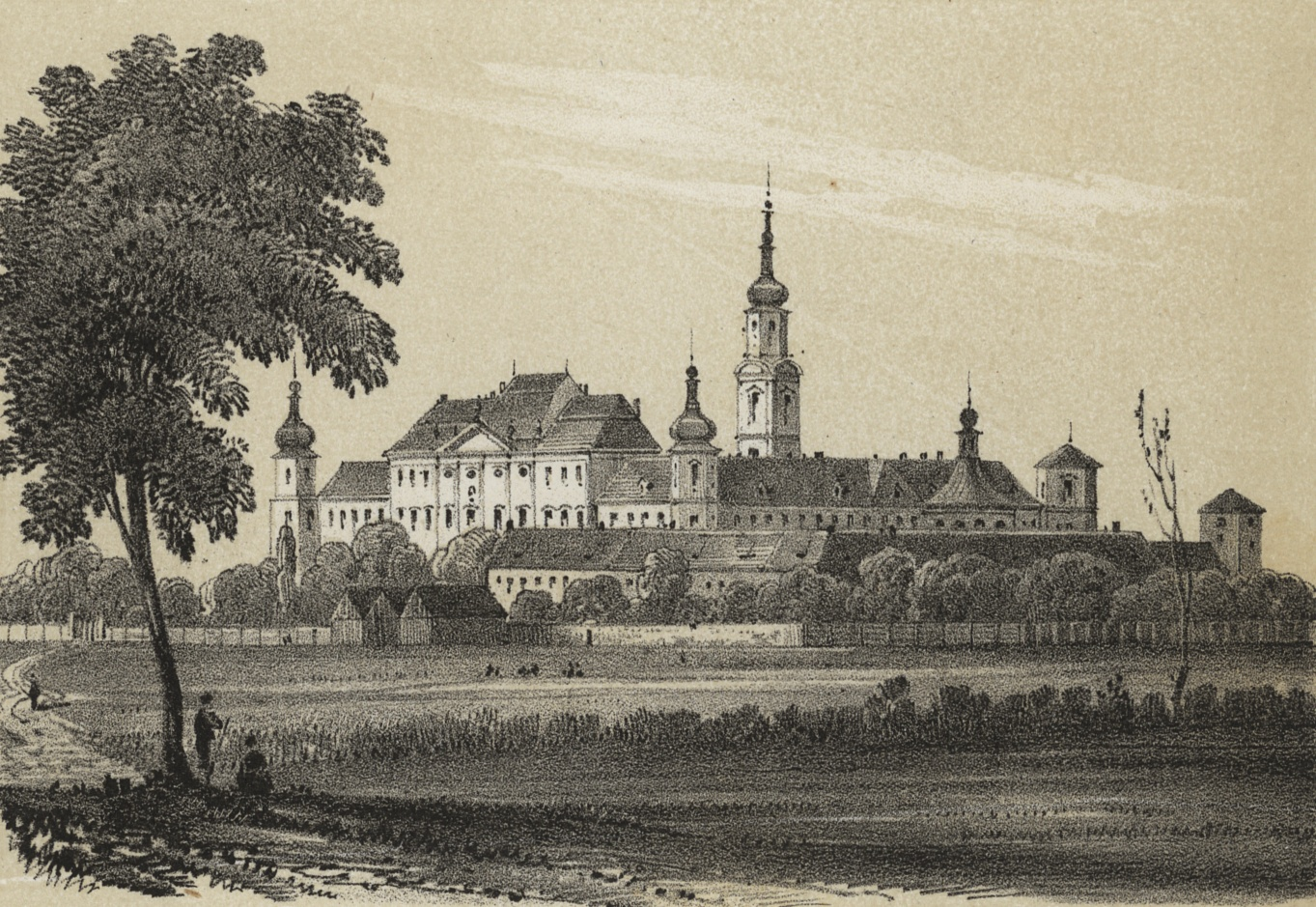
Pohled na klášter v roce 1845

Na přelomu 17. a 18. století klášter získal barokní vzhled, nicméně dne 18. srpna 1784 byl zrušen. V té době v klášteře žilo více než 70 bratří, kteří se z většiny věnovali duchovní správě. Jmění kláštera bylo vyčísleno na 1 913 339 zlatých. Po zrušení kláštera byl v jeho budovách zřízen moravský generální seminář pro výchovu kněží. Vicerektorem semináře byl v červenci 1787 jmenován Josef Dobrovský a v srpnu 1789 se stal rektorem semináře. Po smrti císaře Josefa II. byl seminář zrušen a bývalý klášter byl předán armádě. Ta zde zřídila nejdříve fortifikační skladiště a v během napoleonských válek v roce 1800 francouzský zajatecký tábor. V roce 1802 byla v klášteře zřízena vojenská nemocnice. V této souvislosti nejvýznamnějším zásahem do interiéru bylo zrušení konventního chrámu, který byl rozdělen na více místností.  Z ostatních kaplí byla ponechána jen kaple sv. Štěpána, která byla přeměněna na kostel a zůstala v církevní správě. V nemocnici v letech 1923–1930 působil jako přednosta oddělení spisovatel Jaroslav Durych, který v této době napsal například knihu Bloudění. Od roku 1925 Durych také vykonával funkci prvního kronikáře vojenské nemocnice.
Od druhé poloviny 50. let 20. století byly postupně restaurovány interiéry a jejich umělecká výzdoba. Rekonstrukce a obnova fasády Klášterního Hradiska započala v devadesátých letech 20. století. Postupnou revitalizací a úpravou prošly počátkem 21. století i klášterní zahrady. Ve vyhrazené dny je památka přístupná veřejnosti.
V kostele sv. Štěpána při Klášterním Hradisku došlo v roce 2017 k významnému objevu dvoudílné ostatkové schrány několika významných středověkých osobností Olomouce – především údělných olomouckých přemyslovských knížat Oty I. , Oty III. a jejich manželek, kteří byli mimo jiné zakladateli kláštera Hradisko. 
| Rok  | Počet návštěvníků |
| ---- | ----------------- |
| 2015 | 852               |
| 2016 | 712               |
| 2017 | 925               |

## Popis

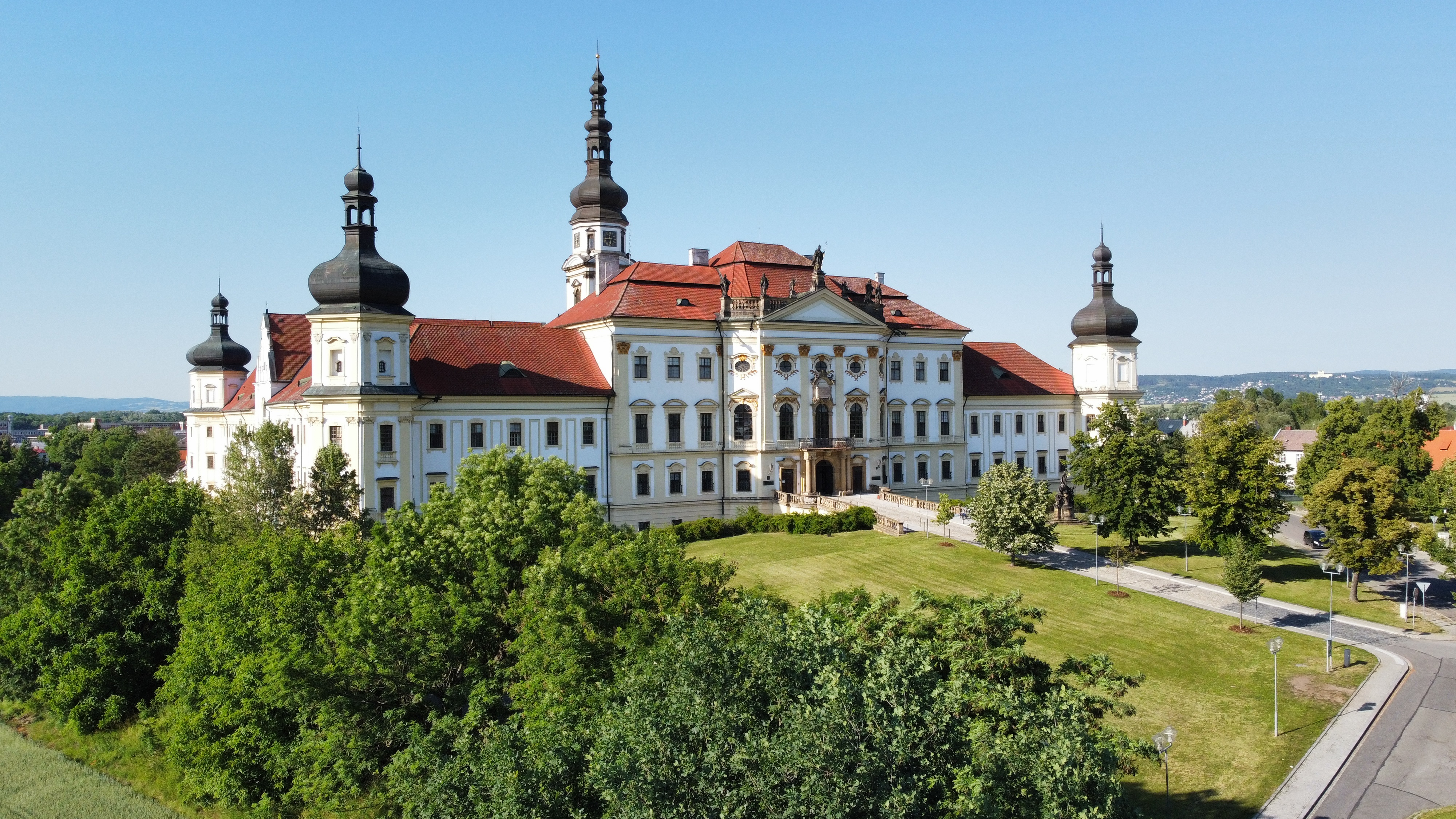
Pohled od jihozápadu

Rozsáhlý komplex zaujímá plochu více než jednoho hektaru. Architektonický návrh vytvořil Giovanni Pietro Tencalla.  Tento barokní klášter má téměř čtvercový půdorys 100 × 115 m, čtyři křídla a čtyři nárožní věže a byl postaven na základech starého kláštera, který pravděpodobně zažil již první náznaky vzniku města Olomouce. Vnitřní příčné křídlo dělí areál na dvě části – konvent a prelaturu.
Hlavní vstup do areálu vede po mostě s balustrádovým zábradlím k rizalitu se třemi portály. V trojlodní vstupní hale jsou v nikách bočních zdí alegorické figury čtyř ročních období od Jiřího Antonína Heinze (1731). V západní stěně je osazen základní kámen z roku 1686. Na nádvoří je Saturnova kašna.

Zatímco severní část kláštera (kostel, věž, konvent) byla vybudovaná ještě v duchu italského manýrismu, budova prelatury je již vrcholně barokní. Plány prelatury přepracoval pravděpodobně Domenico Martinelli a prelatura byla postavena v letech 1726–1736. V patře prelatury se z horní haly s bohatou výzdobou, jejímž základním tématem jsou ctnosti svatého Norberta, vstupuje do slavnostního sálu. Klenbu pokrývá malba Zázračné nasycení pěti tisíců od Paula Trogera (1731), autorem iluzivní architektonické části je Antonio Tassi. Sousoší a reliéfy ve slavnostním sále vytvořil Josef Winterhalder starší (1731–1732):

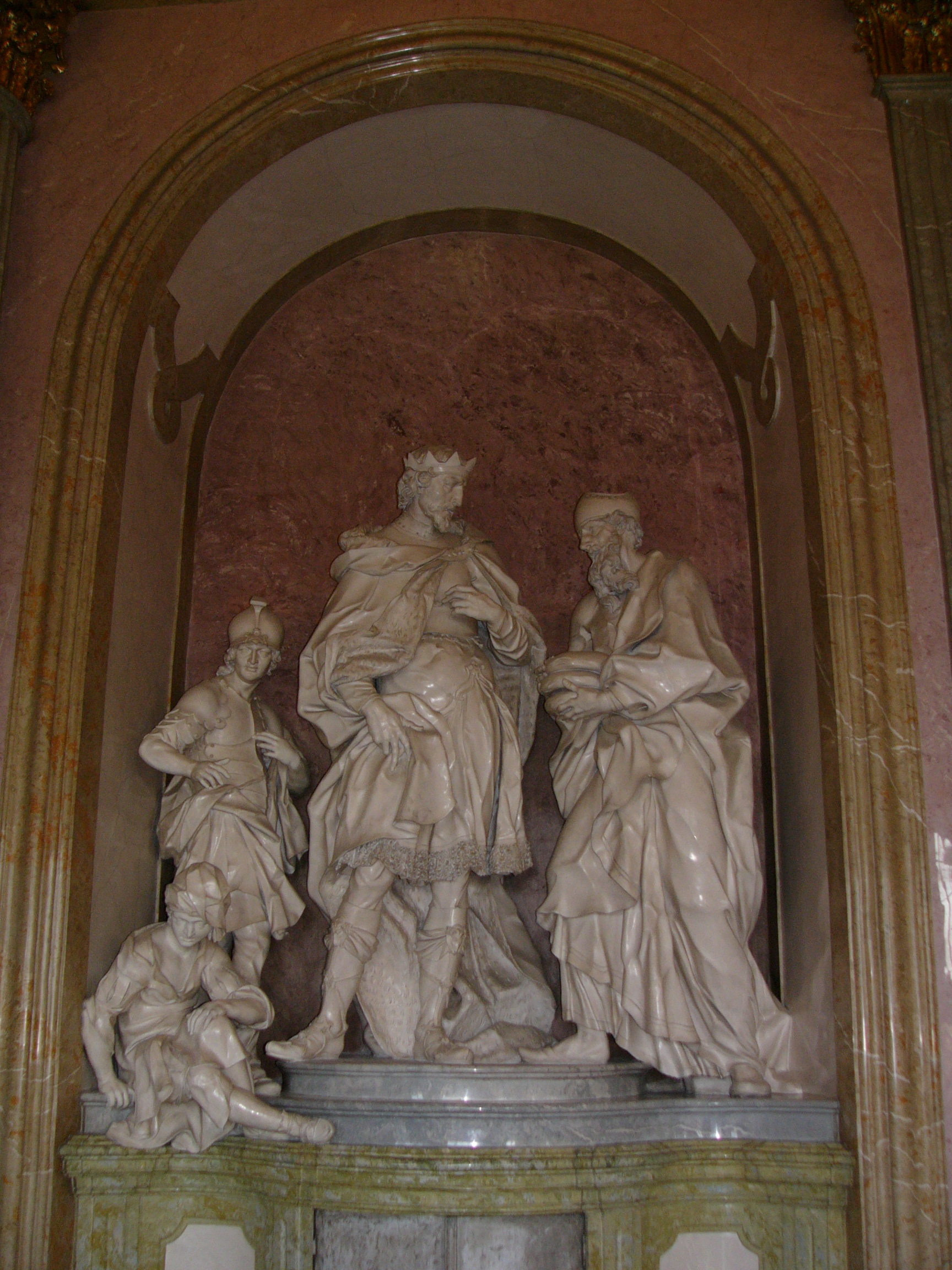
David přijímá od velekněze Achimelecha posvěcené chleby
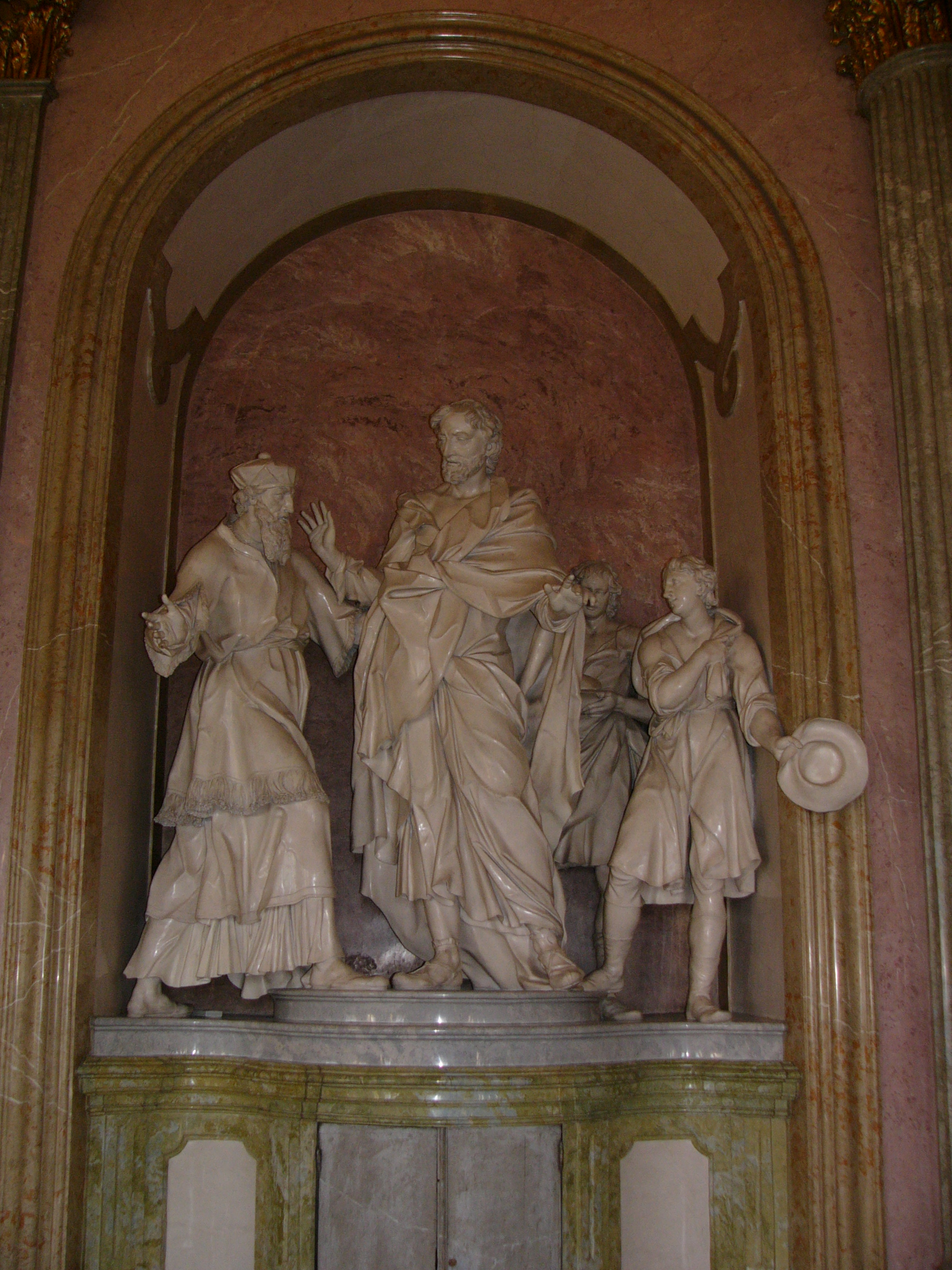
Samuel vítá Saula
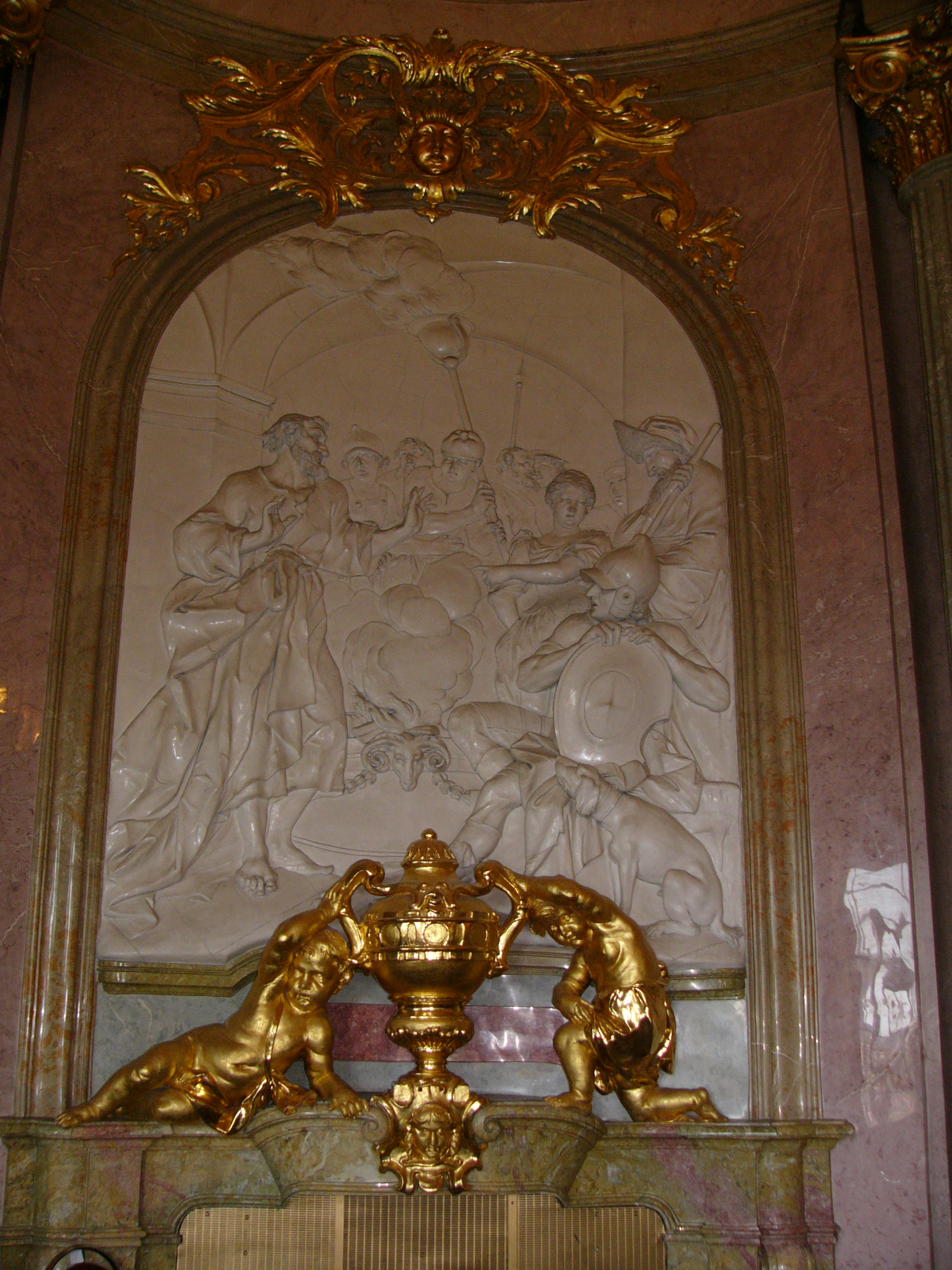
Petrovo zapření
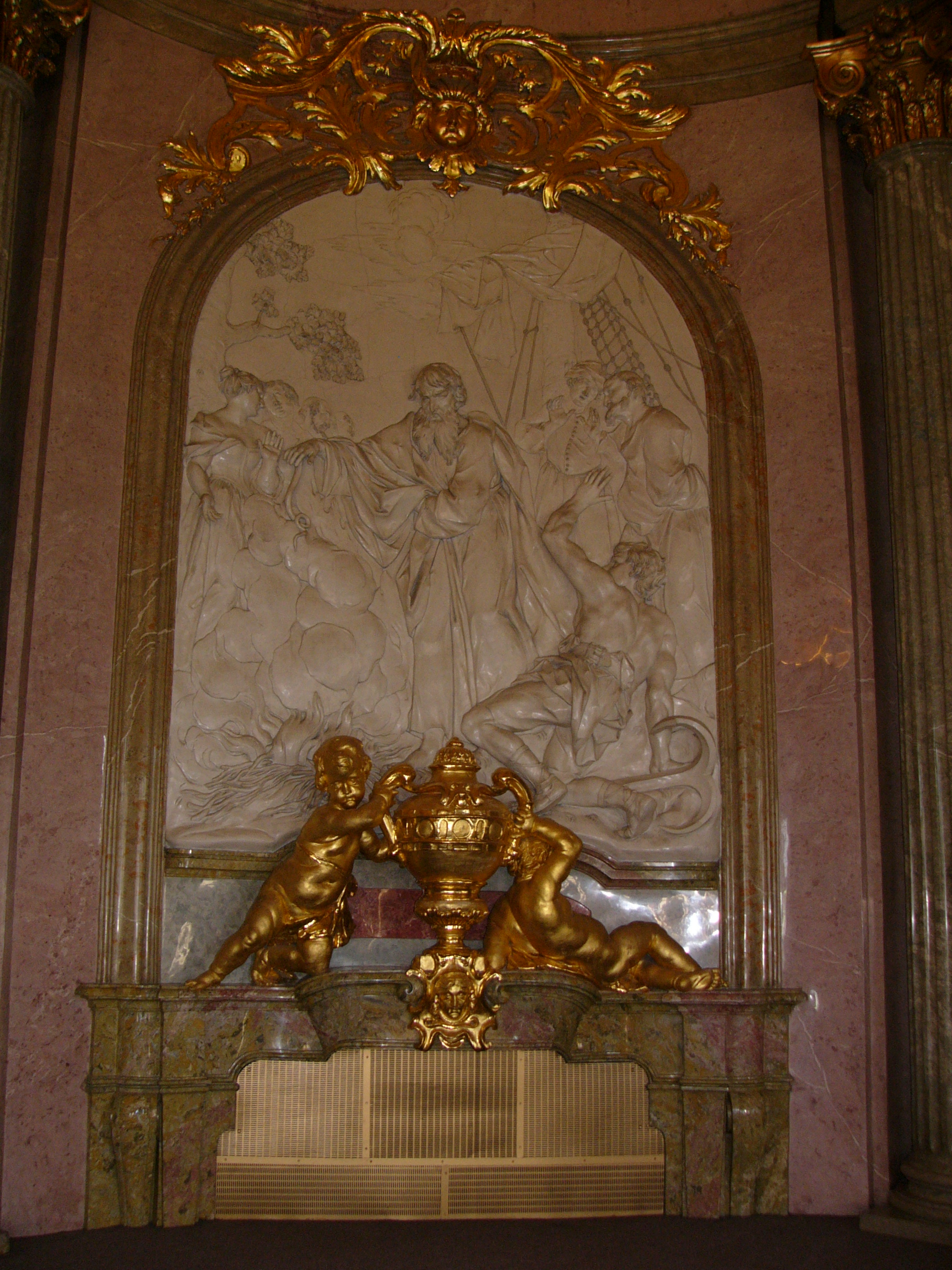
Ztroskotání apoštola Pavla na Maltě

V dalších místnostech v 1. patře (kaple, pokoje opatství) jsou nástěnné malby Jana Kryštofa Handkeho (1736–1739), štukovou výzdobu vytvořili Antonio Ricca a Baltazar Fontana (1692–1693). Císařský pokoj v nárožní věži je zaklenut kupolí, malbu na klenbě se scénou Proměnění na hoře Tábor provedl Daniel Gran (1739), stěny vyzdobil František Josef Wiedon.
V 1. poschodí příčného křídla se nachází rozlehlý sál knihovny, vyzdobený podle ideového návrhu příslušníka premonstrátské kanonie Hradisko a řádového malíře Dionýsia Strausse. Realizací byli pověřeni Baltazar Fontana (štuky,) a Innocenzo Monti (malby) (1702–1704). Sál je opatřen nepravou zrcadlovou klenbou vytvořenou dřevěnou konstrukcí.
Z východního křídla kláštera vede spojovací chodba do kostela svatého Štěpána (původní prelátská kaple). Nástropní malbu v kupoli s tématem korunování Panny Marie provedl Karl Schmied roku 1891. Autory obrazů jsou Jan Kryštof Handke (1736) na hlavním a Karel František Josef Haringer (1733) na bočních, sochy vytvořil Josef Winterhalder st., příp. Jan Michal Scherhauf (1733–1734), mramorářské práce provedl Jan Hagenmüller. 
Komplex kláštera dotvářejí jeho zahrady. Konventní zahradu, ležící severně od kláštera, ohraničují po obvodu zdi a drobné stavby (prádelna, dílny, márnice, trafostanice). Na severu tvoří hranici rozsáhlý objekt letního refektáře. Zahrada u kostela sv. Štěpána vznikla na přelomu 19. a 20. století a pravděpodobně souvisí s výstavbou dnešního pavilonu psychiatrie. V nově upravené zahradě byly instalovány dvě kašny od sochaře Romana Wenzela. Stará opatská zahrada leží jihovýchodně od klášterní budovy a navazuje na bývalý hospodářský dvůr, čtyřkřídlou přízemní budovu s uzavřeným nádvořím. V objektu je léčebna pro válečné veterány. 

## Seznam opatů

### Opati benediktinského kláštera (1078–1150)
- 1078–1081 Jan
- 1081–1116 Bermar
- 1116–1127 Paulinus
- 1138–1144 Deocarus

## Galerie

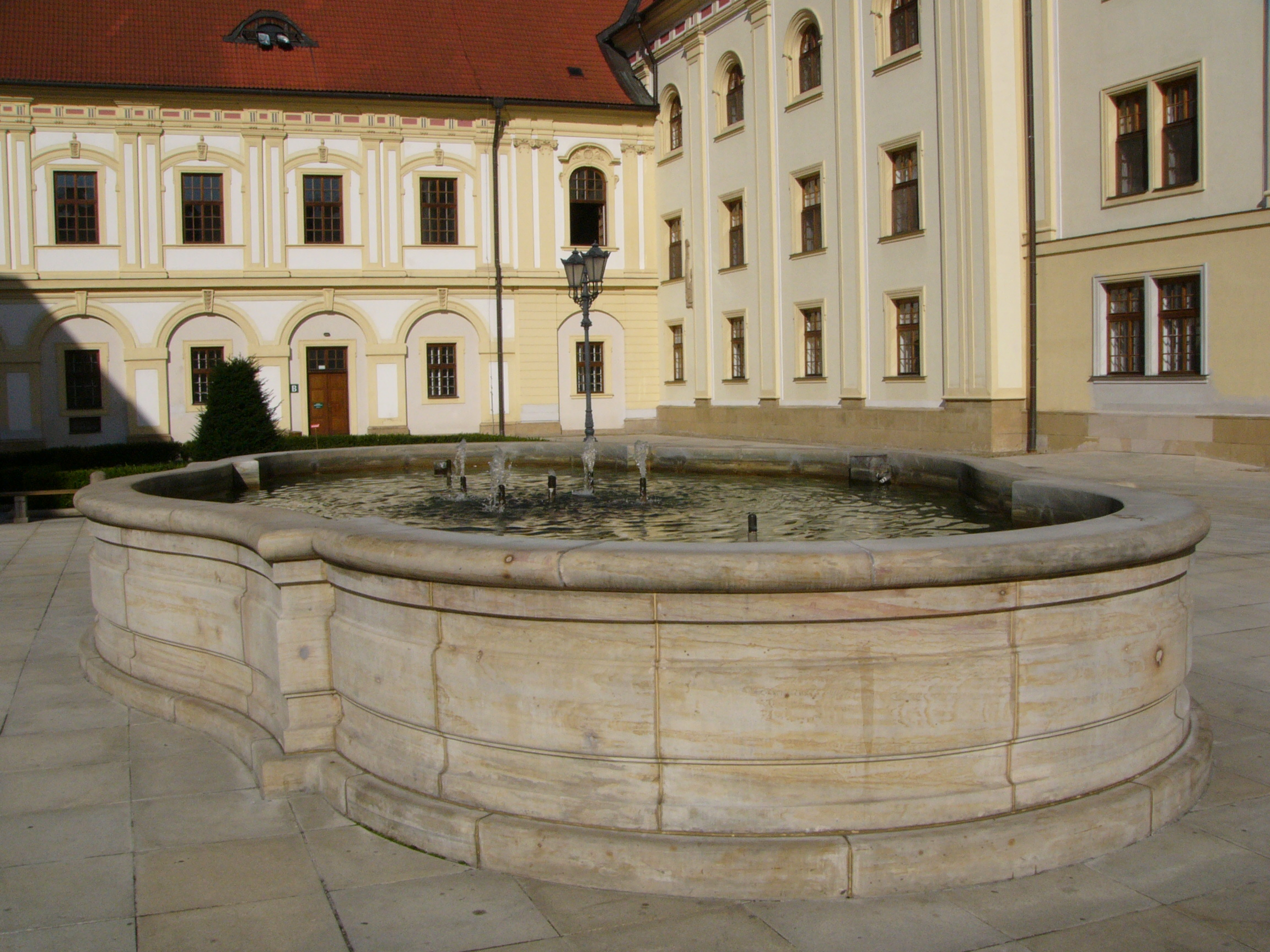
Saturnova kašna na nádvoří
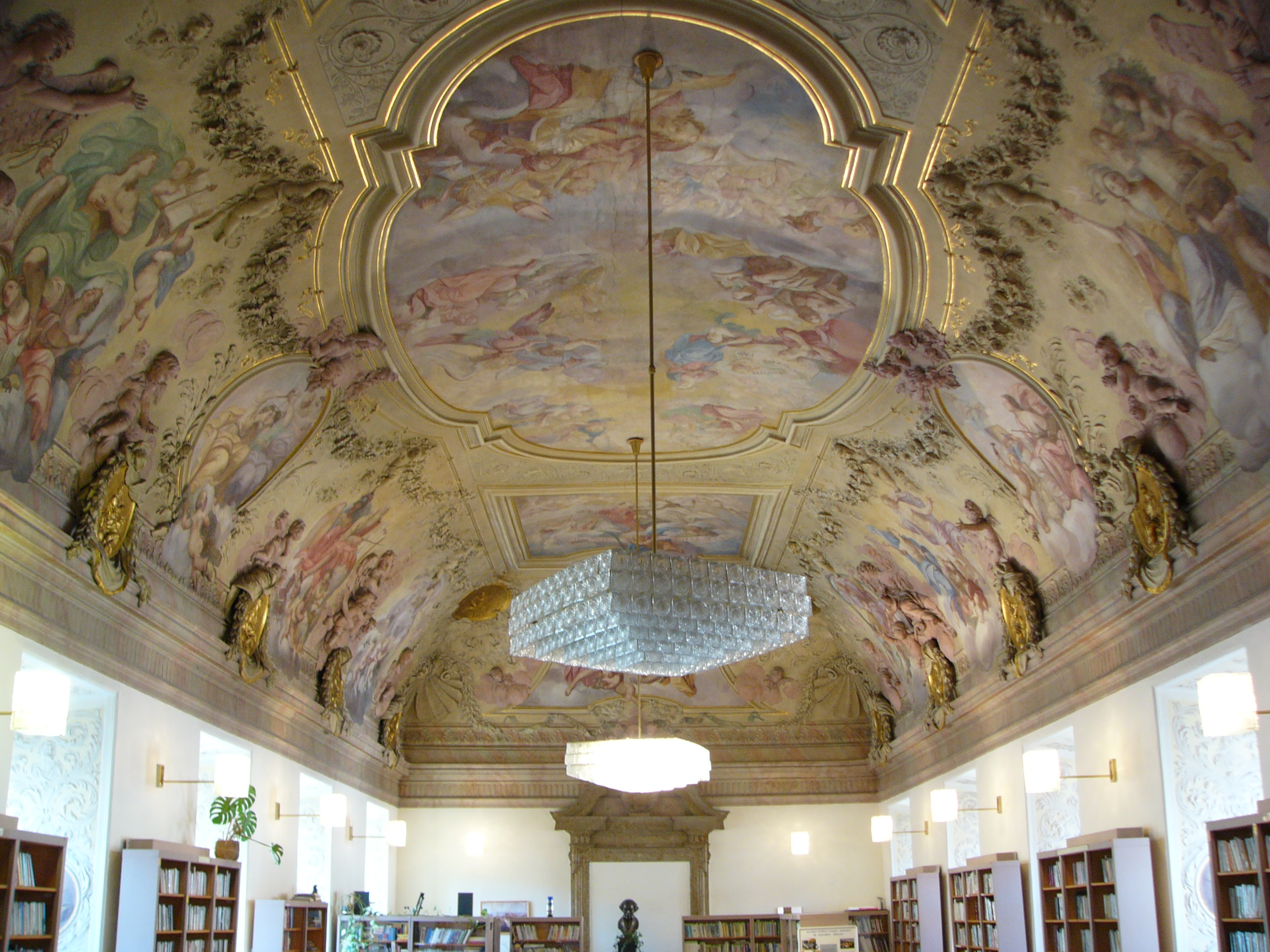
Knihovna
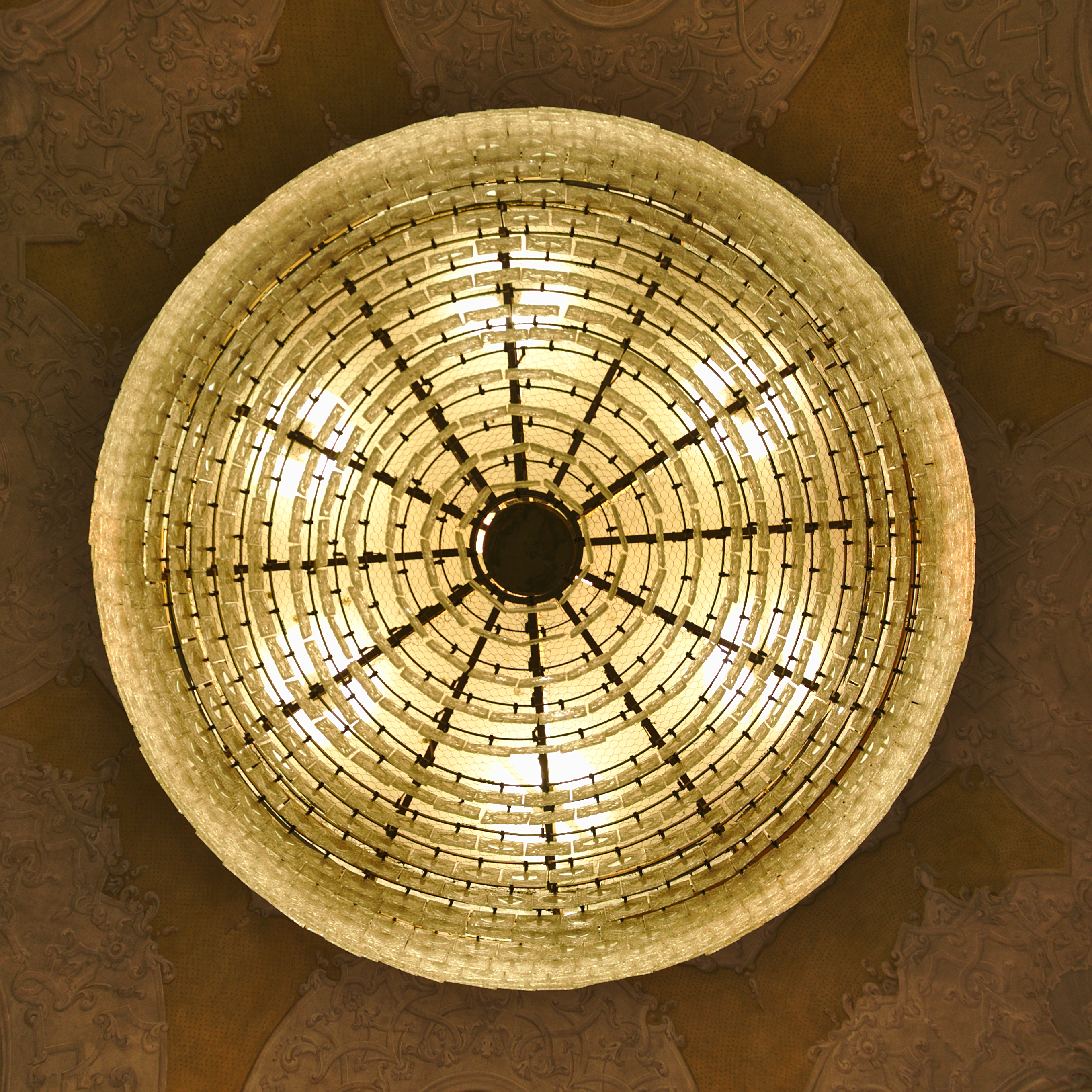
Lustr
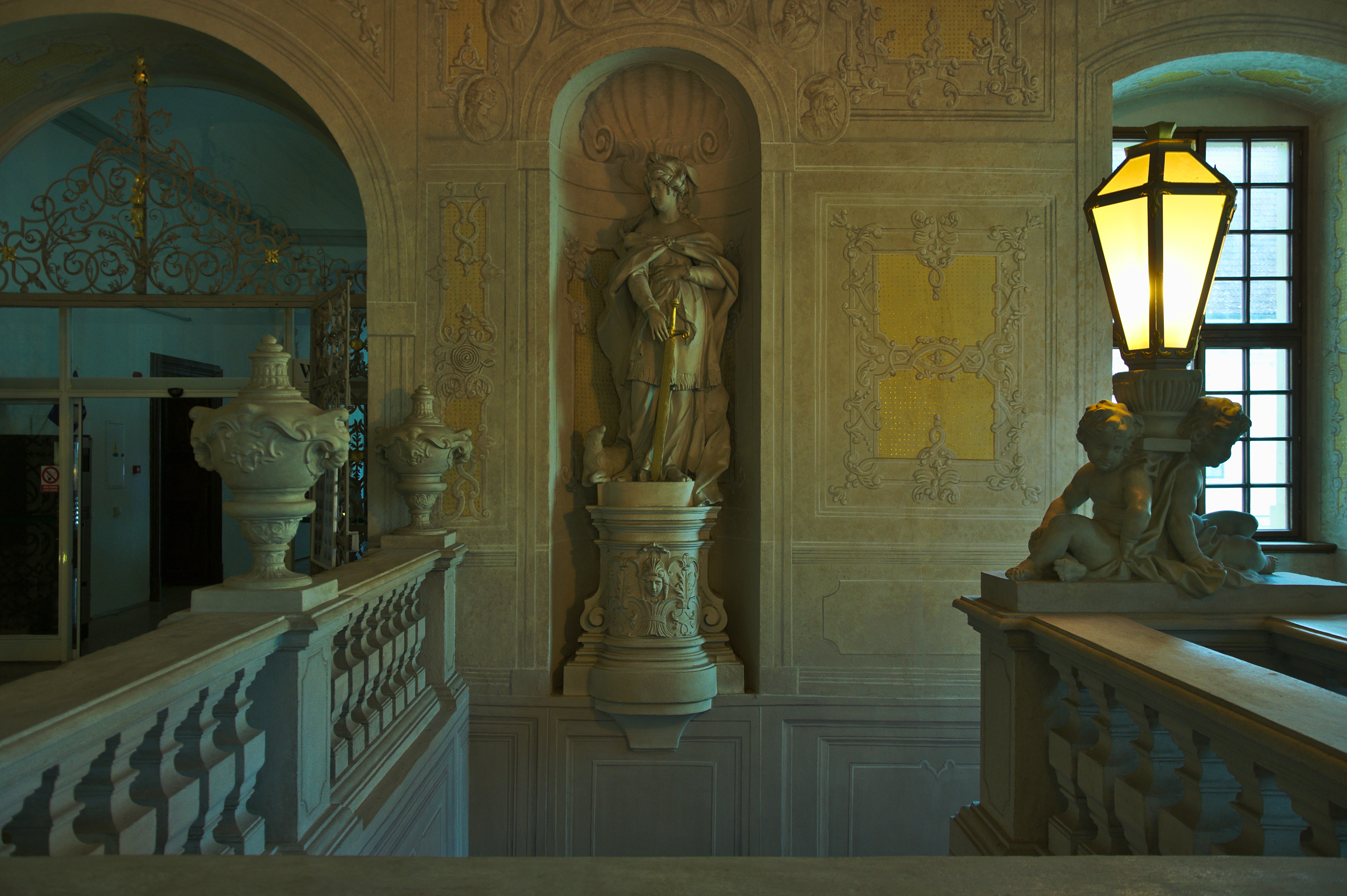
Předsálí hlavního sálu se sochami Josefa Winterhaldera st.
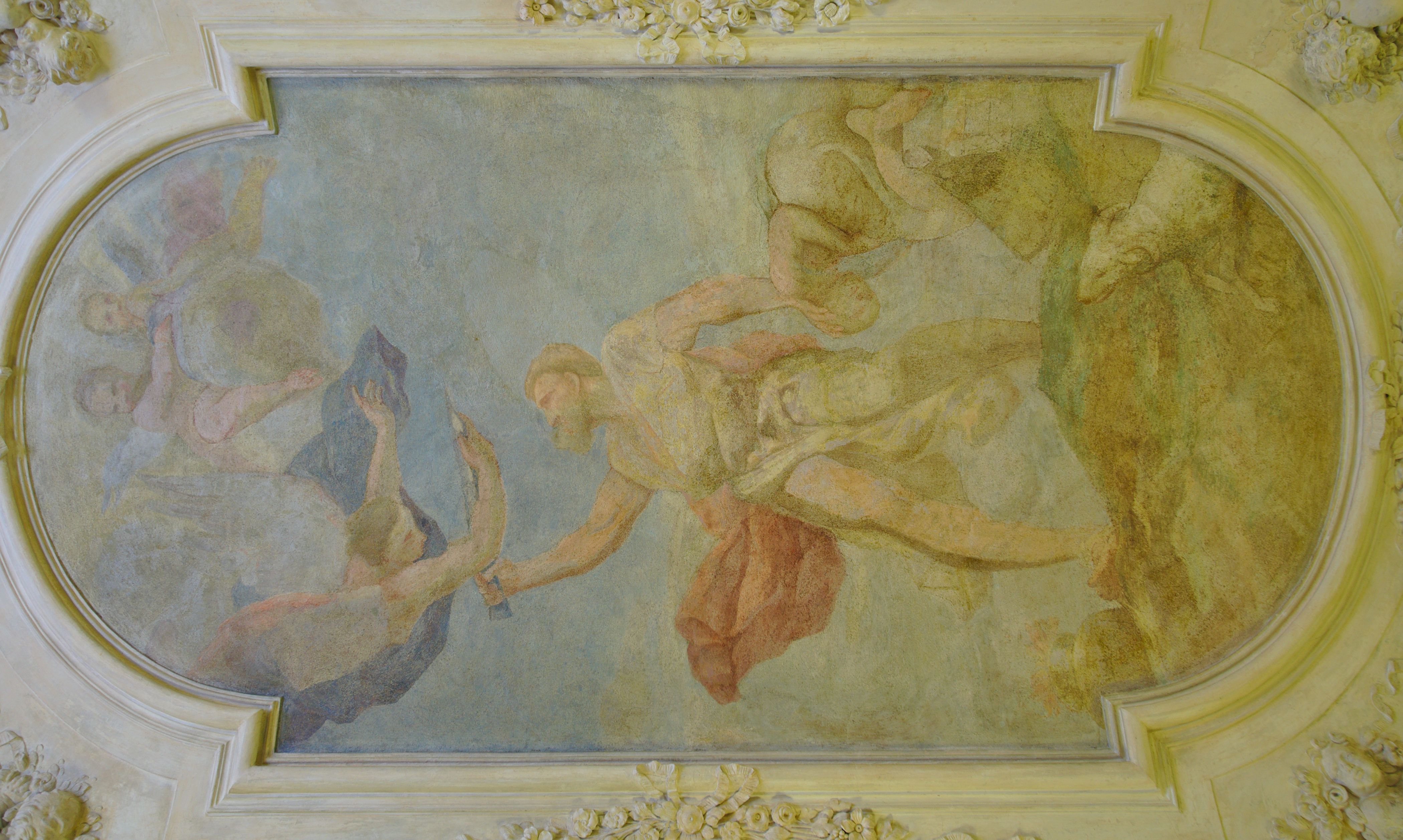
Stropní výzdoba od Jan M. Fissé v bývalé sakristii
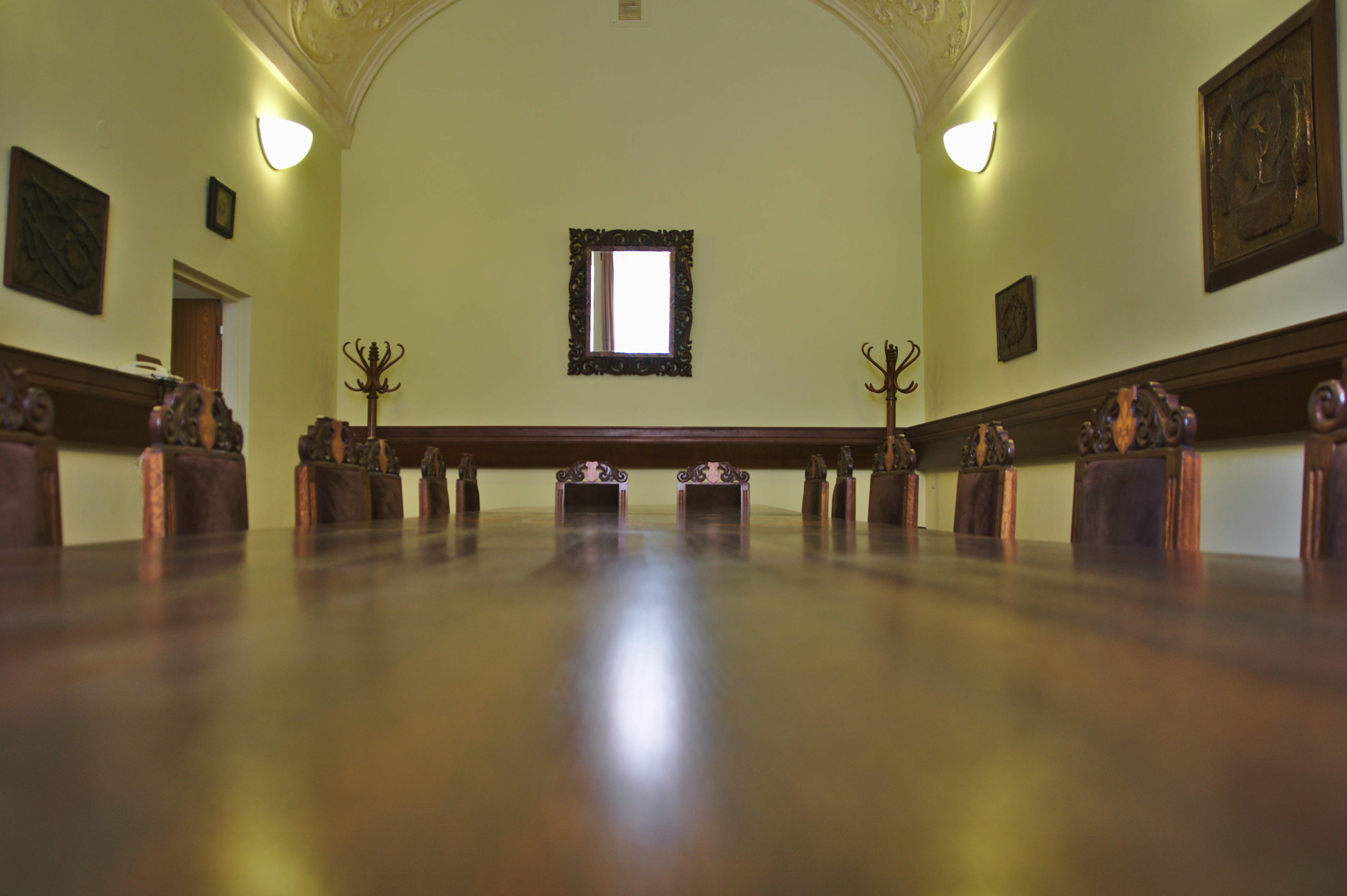
Místnost bývalé sakristie
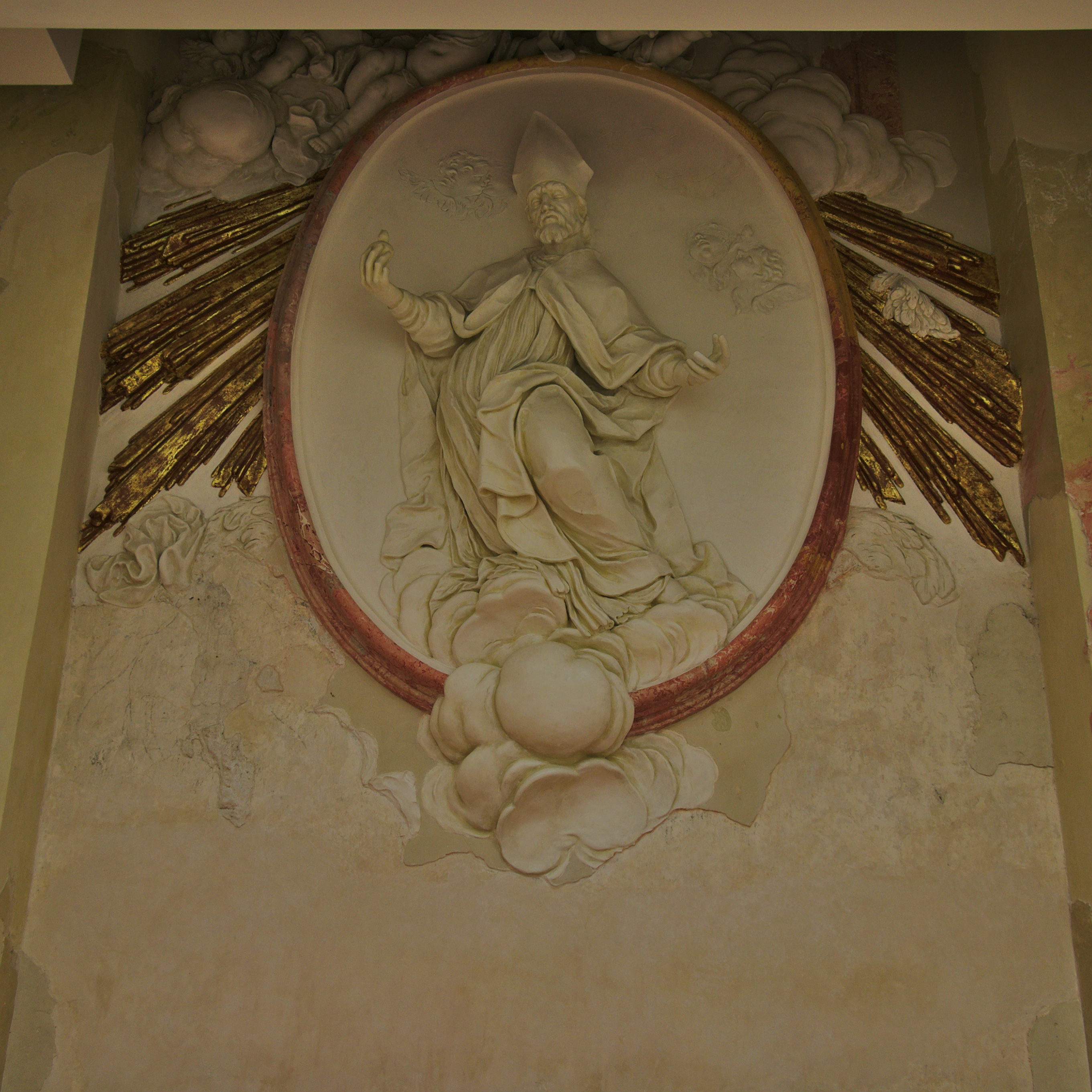
Oltář sv. Augustina od Baltazara Fontany v prostoru bývalého kostela
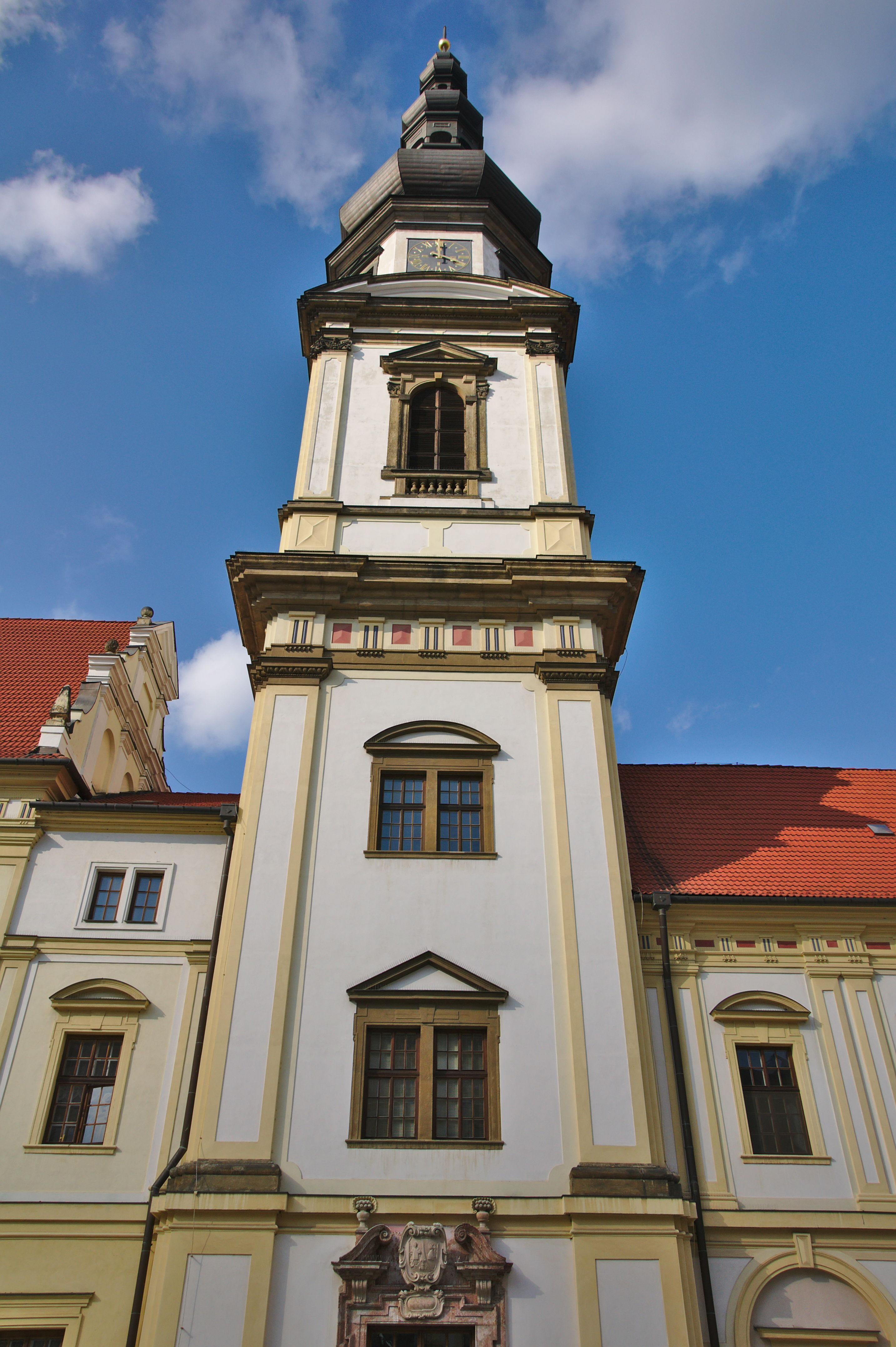
Věž
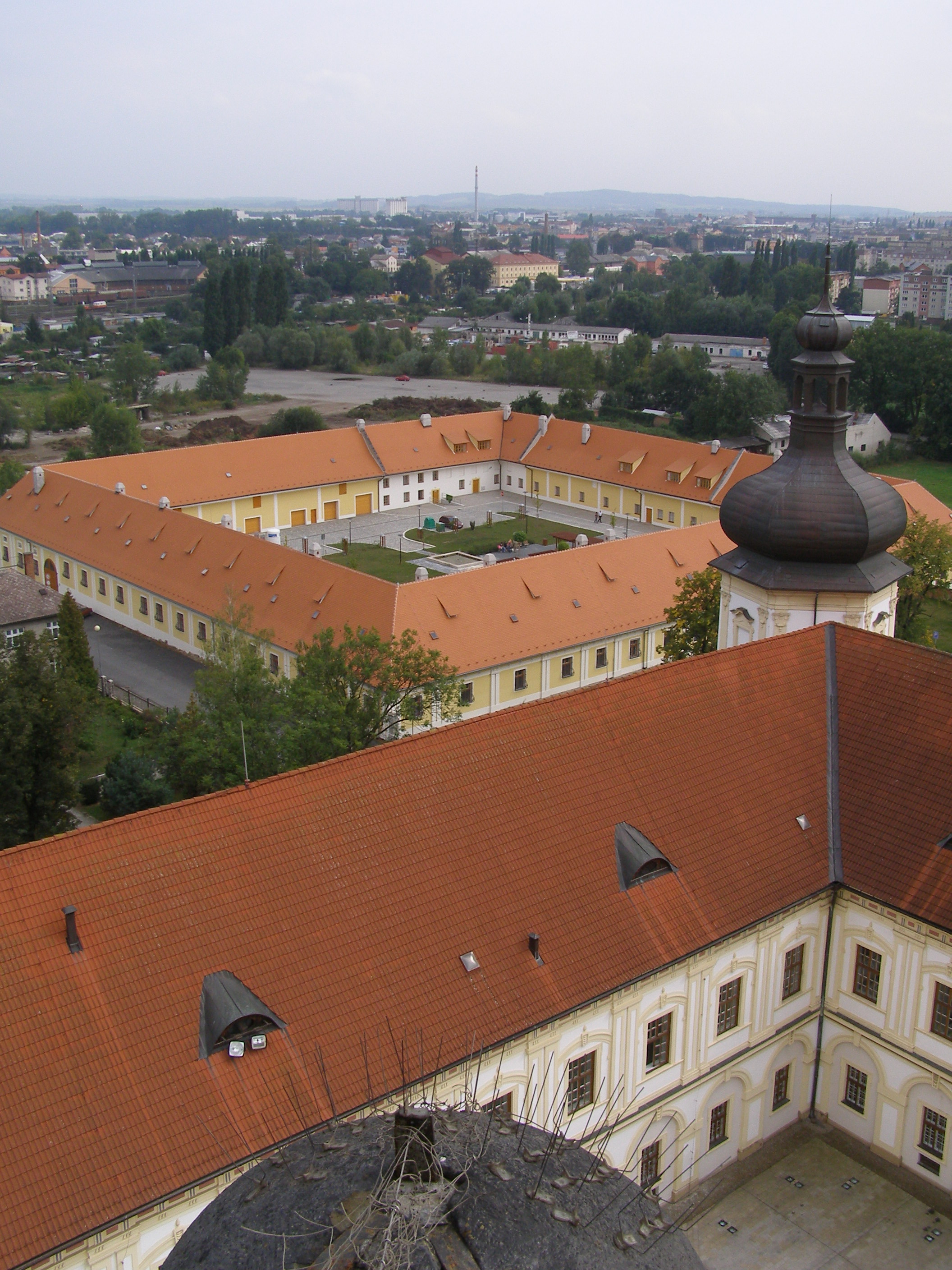
pohled na bývalý hospodářský dvůr